# Le Grand, Iowa
Le Grand är en ort i Marshall County i delstaten Iowa, USA.